# Xiye Bastida

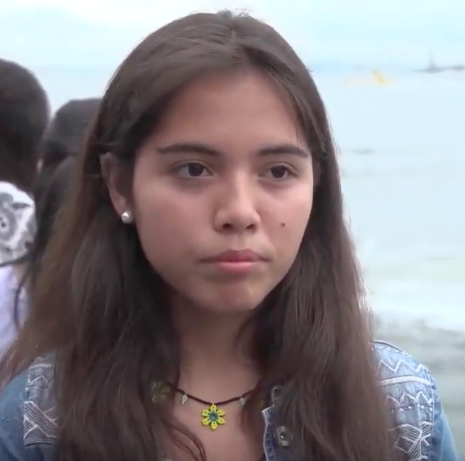
Bastida à espera da chegada de Thunberg, em 2019

Xiye Bastida (nascida a 18 de abril de 2002) é uma activista climática mexicano-chilena e membro do povo indígena Otomi-Tolteca. Ela é uma das principais organizadoras do Fridays for Future New York City e tem sido uma voz importante para a visibilidade dos indígenas e imigrantes no activismo climático. Ela faz parte do comité de administração do Movimento Climático do Povo e é membro do Movimento Sunrise e da Rebelião de Extinção. Ela é cofundadora da Re-Earth Initiative, uma organização internacional sem fins lucrativos que é inclusiva e intersectorial "assim como o movimento climático deveria ser".

## Juventude e formação
Bastida nasceu em Atlacomulco, no México, filha de Mindahi e Geraldine, que também são ambientalistas, e foi criada na cidade de San Pedro Tultepec, em Lerma. Ela é de descendência Otomi - Tolteca (indígenas mexicanos) e asteca por parte do pai e de descendência chilena e europeia por parte da sua mãe. Bastida tem cidadania mexicana e chilena.
Bastida e a sua família mudaram-se para a cidade de Nova York depois de uma inundação extrema ter atingido a sua cidade natal, San Pedro Tultepec, em 2015, isto após três anos de seca.
Bastida frequentou a Escola Beacon . Ela iniciou a sua formação universitária na Universidade da Pensilvânia em 2020.

## Activismo
Bastida começou o seu activismo com um clube ambientalista. O clube protestou em Albany e na prefeitura de Nova York e fez lobby pela CLCPA [Lei de Protecção aos Líderes Comunitários e Climáticos] e pela Lei de Edifícios Sujos.
Bastida fez um discurso sobre Cosmologia Indígena no 9º Fórum Urbano Mundial das Nações Unidas e foi premiada com o Prémio “Espírito da ONU” em 2018.
Bastida liderou o seu colégio, The Beacon School, na primeira grande greve climática na cidade de Nova York em 15 de março de 2019. Ela e Alexandria Villaseñor saudaram oficialmente Thunberg quando esta chegou da Europa de barco em setembro de 2019 para participar na Cimeira Climática da ONU. Xiye foi cunhada como a " Greta Thunberg da América".
A Teen Vogue lançou um documentário We Rise sobre Bastida em dezembro de 2019.
Bastida também contribuiu para a colecção de escritoras sobre mudança climática All We Can Save.